# Reinhard von Haeften
Reinhard Samuel Christian von Haeften  (* 1772 in Erprath bei Xanten; † 20. Januar 1803 in Kassel) war ein deutscher Offizier. Er war ein enger Freund Alexander von Humboldts.

## Leben
Von Haeftens Familie stammte aus Frankreich und trug dort den Namen Chastillon de Cocq. Als Protestanten in die Niederlande eingewandert nahmen sie den Namen von Haeften an. Ein Nachfahre war der deutsche Jurist, Offizier und Widerstandskämpfer Werner von Haeften (1908–1944).
Wie sein Vater, ein Oberst, schlug auch Reinhard von Haeften eine militärische Laufbahn ein. Im Jahre 1790 wurde er Leutnant des Infanterie-Regiments v. Grevenitz. In Bayreuth lernte er 1794 den drei Jahre älteren Alexander von Humboldt kennen, mit dem er sich befreundete. Beide teilten sich eine Wohnung.
Haeften heiratete 1796 die geschiedene Christiane von Cramon. Er reiste mit von Humboldt nach Sanspareil in Oberfranken, Wien und Paris.
Am 20. Januar 1803 starb van Haeften 30-jährig im Kastell Goch.

## Verhältnis zu Alexander von Humboldt
Der Historiker Bernd-Ulrich Hergemöller stellt dar, dass von Haeften und Alexander von Humboldt sofort von leidenschaftlicher Liebe zueinander erfasst worden seien. Die Humboldt-Forschung habe zu Teilen versucht, diese Beziehung totzuschweigen oder umzudeuten, denn anders als bei Humboldts anderen Beziehungen zu Männern habe diese nicht auf gemeinsamen geistigen Interessen, sondern ausschließlich auf persönlicher Zuneigung beruht, wie noch erhaltenen Briefen zu entnehmen sei.
Nach der Heirat von Haeftens mit Christiane von Cramon 1796 hielt sich das Paar zusammen mit von Humboldt in Sanspareil auf. Im Januar 1797 beschwor von Humboldt van Haeften, mit ihm in Italien zu leben. In Preußen wäre die Beziehung beider unmöglich lebbar gewesen, denn strafrechtlich galt in Preußen bis 1794 die Todesstrafe, danach Gefängnis. Im April reiste er zusammen mit van Haeften und dessen Familie sowie seinem Bruder Wilhelm nach Wien; die Weiterreise nach Italien musste wegen drohender Kriegsgefahr abgesagt werden. Von Humboldt und von Haeften reisten nach Paris - in Frankreich gab es eine erste Legalisierung von Homosexualität ab 1791. Sie trennten sich  1798.
Humboldt hielt aus Mittelamerika brieflich weiter Kontakt zu von Haeften.

## Film
In dem Spielfilm Die Besteigung des Chimborazo, der einen frühen Ausschnitt aus dem Leben Humboldts thematisiert, wird van Haeften von Sven Martinek verkörpert.